# Olympische Geschichte des Irak
| Gelbes Symbol für Goldmedaillen mit stilisierten Olympischen Ringen | Graues Symbol für Silbermedaillen mit stilisierten Olympischen Ringen | Braundes Symbol für Bronzemedaillen mit stilisierten Olympischen Ringen |
| ------------------------------------------------------------------- | --------------------------------------------------------------------- | ----------------------------------------------------------------------- |
| —                                                                   | —                                                                     | 1                                                                       |

Irak, dessen NOK, die al-Ladschna al-ulimbiyya al-wataniyya al-ʿiraqiyya, 1948 gegründet und im selben Jahr vom IOC anerkannt wurde, nimmt seit 1948 an Olympischen Sommerspielen teil. 1952 wurde auf eine Teilnahme verzichtet, 1956 boykottierte der Irak wegen der Sueskrise die Spiele von Melbourne. Auch 1972 wurde keine Delegation nach München geschickt. 1976 beteiligte sich der Irak als eins von zwei nicht-afrikanischen Ländern, das zweite Land war Guyana, aus Solidarität an dem Boykott der Spiele von Montreal. An Winterspielen nahm das Land bislang nie teil. Jugendliche Sportler zu beiden bislang ausgetragenen Jugend-Sommerspielen entsandt.

## Übersicht
Die erste irakische Olympiamannschaft ging 1948 in London an den Start und bestand aus Leichtathleten und einer Basketballmannschaft. Bei folgenden Teilnahmen traten irakische Sportler in den Sportarten Gewichtheben, Ringen, Boxen und Radsport (ab 1960), Fußball (ab 1980), Tischtennis (ab 1988), Schießen (ab 1992), Schwimmen (ab 2000), Judo und Taekwondo (ab 2004), Rudern (ab 2008) und Bogenschießen (ab 2012) an.
Der erste irakische Olympionike war am 30. Juli 1948 der Sprinter Ali Salman. Erst 2000 in Sydney durfte erstmals eine Frau aus dem Irak bei Olympischen Spielen teilnehmen. Die ersten Olympionikinnen des Landes waren am 22. September 2000 die Schwimmerin Noor Haki und die Leichtathletin Maysa Hussain Matrood. 
1960 in Rom gelang der erste und bis heute (Stand 2018) einzige Medaillengewinn. Der Gewichtheber Abdu l-Wahid Aziz gewann im Leichtgewicht die Bronzemedaille. Erst 1980 in Moskau konnte ein Erfolg erzielt werden. Bei ihrer ersten Teilnahme an einem olympischen Turnier erreichte Iraks Fußballmannschaft das Viertelfinale. Hier verlor man mit 0:4 gegen die DDR.
Eine Überraschung lieferte die irakische Fußballmannschaft der Männer 2004. In der Vorrunde gewann die Mannschaft zwei von drei Gruppenspielen, u. a. mit 4:2 gegen Portugal. Im Viertelfinale wurde Australien mit 1:0 besiegt. Das Halbfinale gegen Paraguay verlor die vom Deutschen Bernd Stange trainierte Mannschaft. Auch das Spiel um die Bronzemedaille gegen Italien wurde verloren, diesmal mit 0:1.

### Jugendspiele
Fünf Jugendliche, vier Jungen und ein Mädchen, nahmen bei den ersten Olympischen Jugend-Sommerspielen 2010 in Singapur in den Sportarten Bogenschießen, Badminton, Radsport, Schwimmen, Taekwondo, Tennis und Gewichtheben teil. Die Gewichtheberin Dewi Safitri gewann im Federgewicht die Bronzemedaille.
Bei den Olympischen Jugend-Sommerspielen 2014 in Nanjing nahmen wiederum fünf Jugendliche teil, wieder waren es vier Jungen und ein Mädchen. Die Athleten traten in den Sportarten Leichtathletik, Fechten, Turnen und Gewichtheben an. Der Leichtathlet Muntadher Abdulwahid gewann im Stabhochsprung eine Bronzemedaille.

## Übersicht der Teilnehmer

### Sommerspiele
| Jahr      | Athleten           | Athleten           | Athleten           | Flaggenträger           | Sportarten         | Sportarten         | Sportarten         | Sportarten         | Sportarten         | Sportarten         | Sportarten         | Sportarten         | Sportarten         | Sportarten         | Sportarten         | Sportarten         | Sportarten         | Sportarten         | Medaillen          | Medaillen          | Medaillen          | Medaillen          | Medaillen          |
| Jahr      | Gesamt             | m                  | w                  | Flaggenträger           | Leichtathletik     | Basketball         | Gewichtheben       | Ringen             | Boxen              | Radsport           | Fußball            | Tischtennis        | Schießen           | Schwimmen          | Judo               | Taekwondo          | Rudern             | Bogenschießen      |                    |                    |                    | Gesamt             | Rang               |
| --------- | ------------------ | ------------------ | ------------------ | ----------------------- | ------------------ | ------------------ | ------------------ | ------------------ | ------------------ | ------------------ | ------------------ | ------------------ | ------------------ | ------------------ | ------------------ | ------------------ | ------------------ | ------------------ | ------------------ | ------------------ | ------------------ | ------------------ | ------------------ |
| 1896–1936 | nicht teilgenommen | nicht teilgenommen | nicht teilgenommen | nicht teilgenommen      | nicht teilgenommen | nicht teilgenommen | nicht teilgenommen | nicht teilgenommen | nicht teilgenommen | nicht teilgenommen | nicht teilgenommen | nicht teilgenommen | nicht teilgenommen | nicht teilgenommen | nicht teilgenommen | nicht teilgenommen | nicht teilgenommen | nicht teilgenommen | nicht teilgenommen | nicht teilgenommen | nicht teilgenommen | nicht teilgenommen | nicht teilgenommen |
| 1948      | 11                 | 11                 | 0                  |                         | 2                  | 10                 |                    |                    |                    |                    |                    |                    |                    |                    |                    |                    |                    |                    |                    |                    |                    |                    |                    |
| 1952–1956 | nicht teilgenommen | nicht teilgenommen | nicht teilgenommen | nicht teilgenommen      | nicht teilgenommen | nicht teilgenommen | nicht teilgenommen | nicht teilgenommen | nicht teilgenommen | nicht teilgenommen | nicht teilgenommen | nicht teilgenommen | nicht teilgenommen | nicht teilgenommen | nicht teilgenommen | nicht teilgenommen | nicht teilgenommen | nicht teilgenommen | nicht teilgenommen | nicht teilgenommen | nicht teilgenommen | nicht teilgenommen | nicht teilgenommen |
| 1960      | 21                 | 21                 | 0                  |                         | 11                 |                    | 5                  | 1                  | 2                  | 2                  |                    |                    |                    |                    |                    |                    |                    |                    |                    |                    | 1                  | 1                  | 41                 |
| 1964      | 13                 | 13                 | 0                  |                         | 4                  |                    | 7                  |                    | 2                  |                    |                    |                    |                    |                    |                    |                    |                    |                    |                    |                    |                    |                    |                    |
| 1968      | 3                  | 3                  | 0                  |                         |                    |                    | 1                  | 1                  |                    | 1                  |                    |                    |                    |                    |                    |                    |                    |                    |                    |                    |                    |                    |                    |
| 1972–1976 | nicht teilgenommen | nicht teilgenommen | nicht teilgenommen | nicht teilgenommen      | nicht teilgenommen | nicht teilgenommen | nicht teilgenommen | nicht teilgenommen | nicht teilgenommen | nicht teilgenommen | nicht teilgenommen | nicht teilgenommen | nicht teilgenommen | nicht teilgenommen | nicht teilgenommen | nicht teilgenommen | nicht teilgenommen | nicht teilgenommen | nicht teilgenommen | nicht teilgenommen | nicht teilgenommen | nicht teilgenommen | nicht teilgenommen |
| 1980      | 43                 | 43                 | 0                  | Abdul Jabbar Rahima     | 6                  |                    | 5                  | 9                  | 7                  |                    | 16                 |                    |                    |                    |                    |                    |                    |                    |                    |                    |                    |                    |                    |
| 1984      | 23                 | 23                 | 0                  | Ismail Salman           |                    |                    | 2                  | 3                  | 3                  |                    | 15                 |                    |                    |                    |                    |                    |                    |                    |                    |                    |                    |                    |                    |
| 1988      | 27                 | 27                 | 0                  | Abdul Wahab Ali         | 2                  |                    |                    | 5                  | 3                  |                    | 16                 | 1                  |                    |                    |                    |                    |                    |                    |                    |                    |                    |                    |                    |
| 1992      | 8                  | 8                  | 0                  | Nazar Kadir             |                    |                    | 5                  |                    | 2                  |                    |                    |                    | 1                  |                    |                    |                    |                    |                    |                    |                    |                    |                    |                    |
| 1996      | 3                  | 3                  | 0                  | Raed Ahmed              | 1                  |                    | 1                  |                    |                    |                    |                    |                    | 1                  |                    |                    |                    |                    |                    |                    |                    |                    |                    |                    |
| 2000      | 4                  | 2                  | 2                  | Bashar Mohammad Ali     | 2                  |                    |                    |                    |                    |                    |                    |                    |                    | 2                  |                    |                    |                    |                    |                    |                    |                    |                    |                    |
| 2004      | 24                 | 23                 | 1                  | Hadir Lazame            | 2                  |                    | 1                  |                    | 1                  |                    | 17                 |                    |                    | 1                  | 1                  | 1                  |                    |                    |                    |                    |                    |                    |                    |
| 2008      | 4                  | 3                  | 1                  | Hamzah Jebur            | 2                  |                    |                    |                    |                    |                    |                    |                    |                    |                    |                    |                    | 2                  |                    |                    |                    |                    |                    |                    |
| 2012      | 8                  | 5                  | 3                  | Dana Hussein Abdulrazak | 2                  |                    | 1                  | 1                  | 1                  |                    |                    |                    | 1                  | 1                  |                    |                    |                    | 1                  |                    |                    |                    |                    |                    |
| 2016      | 20                 | 20                 | 0                  | Waheed Abdulridha       |                    |                    | 1                  |                    | 1                  |                    | 16                 |                    |                    |                    | 1                  |                    |                    | 1                  |                    |                    |                    |                    |                    |
| Gesamt    | Gesamt             | Gesamt             | Gesamt             | Gesamt                  | Gesamt             | Gesamt             | Gesamt             | Gesamt             | Gesamt             | Gesamt             | Gesamt             | Gesamt             | Gesamt             | Gesamt             | Gesamt             | Gesamt             | Gesamt             | Gesamt             | 0                  | 0                  | 1                  | 1                  | 141                |

### Winterspiele
| Jahr      | Athleten           | Athleten           | Athleten           | Flaggenträger      | Sportarten         | Medaillen          | Medaillen          | Medaillen          | Medaillen          | Medaillen          |
| Jahr      | Gesamt             | m                  | w                  | Flaggenträger      | Sportarten         |                    |                    |                    | Gesamt             | Rang               |
| --------- | ------------------ | ------------------ | ------------------ | ------------------ | ------------------ | ------------------ | ------------------ | ------------------ | ------------------ | ------------------ |
| 1924–2018 | nicht teilgenommen | nicht teilgenommen | nicht teilgenommen | nicht teilgenommen | nicht teilgenommen | nicht teilgenommen | nicht teilgenommen | nicht teilgenommen | nicht teilgenommen | nicht teilgenommen |
| Gesamt    | Gesamt             | Gesamt             | Gesamt             | Gesamt             | Gesamt             | 0                  | 0                  | 0                  | 0                  | -                  |

## Liste der Medaillengewinner

### Goldmedaillen
Bislang keine Goldmedaillen.

### Silbermedaillen
Bislang keine Silbermedaillen.

### Bronzemedaillen
| Name              | Spiele   | Sportart     | Disziplin     |
| ----------------- | -------- | ------------ | ------------- |
| Abdu l-Wahid Aziz | 1960 Rom | Gewichtheben | Leichtgewicht |

## Medaillen nach Sportart
| Sportart     | Gold | Silber | Bronze | Gesamt |
| Gewichtheben | 0    | 0      | 1      | 1      |
| Gesamt       | 0    | 0      | 1      | 1      |